# Stéphane Boujnah
Stéphane Boujnah, né le 11 avril 1964 à Albertville, est un banquier d'affaires et un chef d'entreprise français. Il est président du directoire d'Euronext.

## Biographie

### Naissance et études
Stéphane Tamzarti Boujnah naît le 11 avril 1964 à Albertville,. Son père est ouvrier et sa mère institutrice. Il a grandi à Sfax en Tunisie puis à Champigneulles en Meurthe-et-Moselle.
Il est diplômé de l’Institut d’études politiques de Paris, titulaire d’une Maîtrise de droit des affaires et d'un DEA de droit international économique de l'Université de Paris I Panthéon-Sorbonne, d’un LLM en droit international des affaires de l'University of Kent à Canterbury et d’un MBA de l’INSEAD.

### Carrière professionnelle
De 1991 à 1997, Stéphane Boujnah est avocat d’affaires, spécialisé dans les opérations de fusion-acquisition et de privatisation, et dans les projets d’investissements internationaux en France, au sein du cabinet international Freshfields.
De 1997 à 1999, il est conseiller au cabinet du ministre de l’Économie, des Finances et de l'Industrie, Dominique Strauss-Kahn. Il est notamment chargé du développement de l’économie digitale et des grands projets d’investissements étrangers.
De 2000 à 2002, il est directeur M&A au sein de Crédit Suisse First Boston Technology Group à Palo Alto (Californie) puis à Londres. Il participe aux opérations de consolidation du secteur technologique, notamment des fournisseurs d’accès à Internet.
En 2003, il crée à Paris Km5 Capital, une société spécialisée dans les projets de croissance des entreprises de technologies.
De 2005 à 2010, il est managing Director et senior investment Banker à la Deutsche Bank à Paris, où il est responsable du développement des activités de banque d’affaires. Il dirige également le développement des activités de la Deutsche Bank en Afrique du Nord où il est président de la Deutsche Securities Algeria de 2007 à 2010.
De 2010 à 2015, il est directeur général de Santander Global Banking & Markets, d'abord pour la France et le Benelux, puis pour l’Europe continentale. Il y développe les activités de financement, de marché et de banque d’affaires du groupe Santander.
Depuis le 16 novembre 2015, il est directeur général et président du directoire d'Euronext,. Depuis cette date, le chiffre d'affaires d'Euronext est passé de 458 millions d'euros en 2015 à plus de 1,4 milliard d'euros au 31 décembre 2023. La capitalisation boursière, qui était proche de 2 milliards d’euros en 2015, est supérieure à 10,3 milliards d’euros à la fin de Septembre 2024.
Euronext a acquis the Irish Stock Exchange en 2018,, Oslo Børs en 2019,, VP Securities à Copenhague en 2020, et Borsa Italiana en 2021,.
Il a aussi conduit un effort de diversification des activités d’Euronext avec les acquisitions de FastMatch en 2017 dans le trading de devises, Company Webcast en 2018 dans les services aux entreprises, et Nord Pool en 2019 dans le trading d’électricité.
Sous la direction de Stéphane Boujnah, Euronext a développé une nouvelle plateforme de trading de génération, Optiq, qui a été déployée sur l’ensemble des marchés européens d’Euronext. Le groupe a aussi renforcé ses solutions de compensation et de post-marché.
Il s’est engagé dans le développement de la finance durable, en intégrant des critères ESG (environnementaux, sociaux et de gouvernance) dans les opérations d'Euronext et en multipliant les initiatives telles que le développement des obligations vertes ou la création d'indices ESG.

### Engagements publics
SOS Racisme : en 1984, Stéphane Boujnah est l’un des six cofondateurs de SOS Racisme, aux côtés notamment de Julien Dray et Harlem Désir.
En Temps Réel: il est cofondateur en 2000 du think tank En Temps Réel, où il publie en 2003 une étude sur le modèle de croissance suédois, «L'inoxydable modèle suédois ». De 2011 à 2016, il en a présidé le conseil d'administration.
Commission Attali: de 2007 à 2010, Stéphane Boujnah est membre de la Commission pour la Libération de la Croissance Française présidée par Jacques Attali et créée par le Président Nicolas Sarkozy .
Prométhée Education: Stéphane Boujnah est Vice-Président de Prométhée Education, un programme de motivation des jeunes issus de milieux sociaux les moins privilégiés.
Accentus: Stéphane Boujnah préside depuis 2011 le conseil d'administration du chœur Accentus et de l’orchestre Insula Orchestra dirigés par Laurence Equilbey.
La gauche: Stéphane Boujnah a été membre du Parti socialiste jusqu'en 2013. Il a participé activement aux travaux du think tank européen, À Gauche en Europe, présidé par Michel Rocard, ainsi qu’aux travaux de la Fondation Jean Jaurès.
La Fnac: de juin 2013 à octobre 2015, il est membre du conseil d’administration du Groupe Fnac.
Union des Marchés de Capitaux: Stéphane Boujnah a contribué à plusieurs travaux préparatoires à l’élaboration de projets de réglementation européenne en lien avec l’Union des Marchés de Capitaux, notamment au sein du High Level Forum for the Capital Markets Union créé par la Commission européenne en 2019.

## Vie privée
Stéphane Boujnah est marié à Hélène Roques. Il est le père de quatre enfants.

## Décorations
- Chevalier de l'ordre royal de l'Étoile polaire Remis par le gouvernement suédois en 2010, en témoignage de reconnaissance pour la publication de L'Inoxydable modèle suédois[28]et pour divers services rendus à la Suède[29].
- Chevalier de la Légion d'honneur Il est fait chevalier le 12 juillet 2013[30], dont les insignes ont été remises par le Président François Hollande.